# Juglans mandshurica
Juglans mandshurica Maxim. è un albero appartenente alla famiglia Juglandaceae, originario dell'Asia pacifica.

## Descrizione
È un noce di media grandezza, la cui altezza può arrivare a 25 metri, con tronco eretto e corteccia rugosa. Le foglie sono composte e possono raggiungere i 90 cm di lunghezza. Richiede terreni ben drenati ed esposti al sole.
È utilizzato commercialmente per il suo omonimo frutto commestibile e per il suo legno.
L’albero è incredibilmente resistente (fino ad almeno -45 °C), ha un ciclo vegetativo relativamente breve in confronto ad altre noci, cresce rapidamente e viene coltivato come pianta ornamentale nelle regioni temperate più fredde in tutto l’emisfero boreale (ad esempio, è stato scoperto che cresce in modo soddisfacente ad Edmonton, Alberta, Canada). I gherigli delle noci sono commestibili, ma piccoli e difficili da estrarre. Il legname si usa ma è meno prezioso di quello del noce inglese (Juglans regia) o del noce nero (Juglans nigra).

## Tassonomia

### Varietà
Sono riconosciute le seguenti varietà:
- Juglans mandshurica var. cordiformis (Maxim.) Kitam.
- Juglans mandshurica var. mandshurica
- Juglans mandshurica var. sachalinensis (Komatsu) Kitam.

Juglans mandshurica var. cordiformis, diffuso in Giappone, si distingue per le noci cuoriformi invece che ovali. La varietà sachalinensis ha invece una diffusione più ampia (oltre al Giappone cresce anche nelle Isole Curili e sull'isola Sachalin) e si distingue per le noci più lisce e per la forma della parte terminale delle foglioline, meno allungata.

### Sinonimi
I seguenti nomi sono considerati sinonimi di Juglans mandshurica:
- Juglans cathayensis Dode
- Juglans cathayensis var. formosana (Hayata) A.M.Lu & R.H.Chang
- Juglans collapsa Dode
- Juglans draconis Dode
- Juglans formosana Hayata
- Juglans stenocarpa Maxim.

I seguenti nomi sono considerati invece sinonimi di Juglans mandshurica var. sachalinensis:
- Juglans ailantifolia Carrière
- Juglans sieboldiana Maxim.
- Juglans sachalinensis Komatsu

Juglans cordiformis Maxim. è considerato sinonimo di Juglans mandshurica var. cordiformis.

## Legname
La varietà Juglans mandshurica var. sachalinensis è di crescente rilevanza commerciale in sostituzione di specie più note, quali  Juglans regia e  Juglans nigra. In Italia il legname di questo albero è commercialmente noto come noce siberiano e utilizzato per impiallacciature e pavimenti. Grazie alla ridotta concentrazione di juglone risulta atossico e può accompagnare il legname di J. regia senza bisogno di decolorazione.
Il suo legno è di elevata stabilità e durabilità, oltre che di media durezza; è facilmente lavorabile e ha un peso specifico di 520 kg/m3 ca. Presenta alburno biancastro e durame rosso tendente al marrone, scarsamente differenziati; la colorazione è comunque variabile e dipende dal luogo di provenienza dell'albero. Come tipico per il genere Juglans, il legno è a poro aperto e diffuso.